# Sergei Tchoban

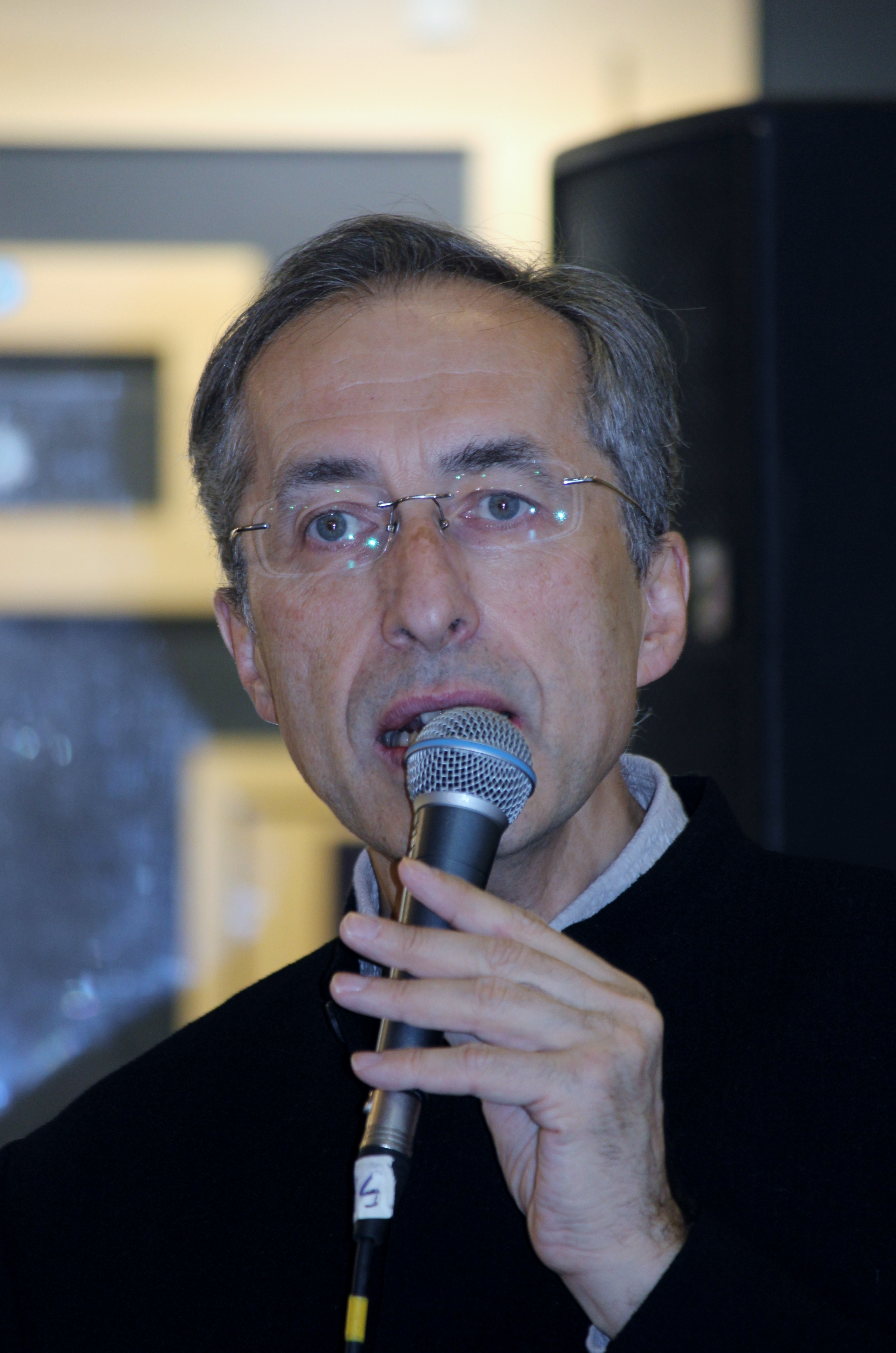
Sergei Tchoban, 2018

Sergei Tchoban (deutsch: Sergej Tschoban; * 9. Oktober 1962 in Leningrad) ist ein deutscher Architekt und Künstler russischer Abstammung. Er ist geschäftsführender Gesellschafter des Architekturbüros Tchoban Voss Architekten und Gründer der Tchoban Foundation, die seit 2013 im dafür errichteten Museum für Architekturzeichnung in Berlin ihren Sitz hat. Tchoban ist Mitglied im Bund Deutscher Architektinnen und Architekten sowie den Architektenkammern in Hamburg und Berlin.

## Leben
Sergei Tchoban wurde in Leningrad in eine Familie von Wissenschaftlern geboren. Sein Vater, Enwer Abdurachmanowitsch Tschoban, war Physiker und Professor der Polytechnischen Universität, seine Mutter, Irina Solomonowna Tschoban, war ebenda als Ingenieurin für Turbinen tätig. Auch sein Großvater, Solomon Abramowitsch Kantor war Professor der Polytechnischen Universität.
Von 1973 bis 1980 besuchte Tchoban die Mittelkunstschule der Akademie der Künste, von 1980 bis 1986 studierte er an der Architekturfakultät des Staatlichen Akademischen Repin-Instituts für Malerei, Bildhauerei und Architektur (Klasse von Sergei Speranski und Walerian Wolonsewitsch). Nach dem Studium arbeitete er in der Architekturwerkstatt von Weniamin Fabrizkij, bis er 1989 seine Tätigkeit als freier Architekt in Leningrad aufnahm.
Im Jahre 1991 zog Tchoban nach Deutschland und erhielt die deutsche Staatsangehörigkeit, womit er die russische Staatsangehörigkeit abgab. 1992 wurde er im Hamburger Büro Nietz Prasch Sigl angestellt, in dem er 1995 Partner wurde und daraufhin die Berliner Dependance übernahm. Das Büro firmierte sich 1996 zunächst in nps und partner Architekten BDA um, 2003 in nps tchoban voss Architekten und erhielt nach der Neugründung in 2017 den heutigen Namen TCHOBAN VOSS Architekten.
Nach Tchobans Entwürfen realisierte das Architekturbüro in Berlin eine Vielzahl von Projekten, unter anderem das Holz-Hybrid-Büroensemble EDGE Suedkreuz Berlin, die Neubebauung Rosenthaler Straße 43–45 mit dem Apple Store Rosenthaler Straße, den TechnoCampus Berlin, die Bürogebäude Greifswalder Straße 226 und Boxhagener Straße 80, die Coca-Cola Deutschlandzentrale, das CityQuartier DomAquarée, das Quartier LP 12 – Mall of Berlin, das Jüdische Kulturzentrum und Synagoge Chabad Lubawitsch in der Münsterschen Straße, das Hotel nhow Berlin, das Museum für Architekturzeichnung, eine Vielzahl von Wohngebäuden, darunter Living Levels, Ackerstraße 29, das Königstadt-Quartier, Embassy-Wohnen am Köllnischen Park, 3 Höfe oder Schoenegarten sowie Revitalisierungsprojekte wie Ernst-Reuter-Platz 6, Blissestraße 5 oder das Neue Kranzler Eck.
Sergei Tchoban ist Zeichner und Sammler von Architekturzeichnungen. Mit dem Ziel, das öffentliche Interesse an der Kunst der Architekturzeichnung zu beleben, gründete er 2009 die Stiftung Tchoban Foundation, die das 2013 eröffnete Museum für Architekturzeichnung in Berlin trägt. 2020 war Tchoban Präsident der American Society of Architectural Illustrators (ASAI), deren Mitglied er bereits seit 1992 ist. Seine Zeichnungen wurden weltweit in zahlreichen Museen und Galerien ausgestellt und befinden sich unter anderem in den Sammlungen des Victoria and Albert Museum in London, der Albertina in Wien, dem Museu Oscar Niemeyer in Curitiba, dem Museo della Grafica in Pisa, dem Istituto Centrale per la Grafica in Rom, der Akademie der Künste und dem Mies van der Rohe – Haus in Berlin, dem Deutschen Architekturmuseum (DAM) in Frankfurt am Main sowie in zahlreichen Privatsammlungen.
2018 wurde Sergei Tchoban für sein Gesamtwerk mit dem European Prize for Architecture des Chicago Athenaeum Museum of Architecture and Design ausgezeichnet.

## Wichtigste Bauten und Projekte

### Deutschland
Nach Entwürfen von Sergei Tchoban wurden Wohn-, Büro- und multifunktionale Komplexe in Deutschland und in anderen Ländern realisiert. Mehrere dieser Bauten wurden mit Preisen ausgezeichnet und in Architekturführer aufgenommen.
Berlin
- 1999 – Galerie Arndt in den Hackeschen Höfen
- 2001 – Multiplex-Kino Cubix am Alexanderplatz
- 2004 – CityQuartier DomAquarée
- 2006 – Umbau des Berolinahauses am Alexanderplatz, errichtet 1929–32 nach Plänen von Peter Behrens
- 2007 – Jüdisches Kulturzentrum und Synagoge Chabad Lubawitsch in der Münsterschen Straße
- 2010 – Hamburger Hof, Umbau Kunst- und Handwerkerhof
- 2010 – nhow Musik- und Lifestylehotel am Osthafen (Hotel nhow Berlin)
- 2013 – Coca-Cola Deutschlandzentrale am Osthafen
- 2013 – Museum für Architekturzeichnung
- 2014 – Quartier LP 12 Leipziger Platz – Mall of Berlin am Leipziger Platz
- 2015 – Wohnhaus Living Levels am Osthafen
- 2015 – Wohnhaus The White am Osthafen[22]
- 2016 – Wohngebäude an der Ackerstraße 29, Berlin-Mitte[23]
- 2018 – Sanierung, Umbau und Erweiterung eines denkmalgeschützten Ensembles, Neues Kranzler Eck
- 2018 – Juwelier Flagshipstore, Kurfürstendamm 214 / 215
- 2018 – Neubau von fünf Townhouses, Kronprinzengärten
- 2018 – Wohnensemble, Alte Schönhauser 5, Berlin-Mitte[24]
- 2018 – Büro- und Wohnquartier Boxhagener Straße
- 2019 – Hotel Amo by Amano Friedrichstraße 113
- 2019 – Bürogebäude Spreeoffice  und Meininger Hotel  in Berlin-Friedrichshain
- 2019 – Neubau des Büro-Business-Center Greifswalder Straße / Heinrich-Roller-Straße, Berlin-Prenzlauer Berg
- 2019 – Umbau, Modernisierung und Erweiterung des ehemaligen Kinopalasts Alhambra (Berlin) und späteren „Hotel am Kurfürstendamm“ auf dem Kurfürstendamm 68 in Berlin-Charlottenburg zu einem Büro- und Geschäftshaus mit Wohnnutzung
- 2020 – Neubau von zwei Bürogebäuden in der Seestraße in Berlin-Wedding[25]
- 2020 – Totalsanierung Büro- und Gewerbegebäude mit Tiefgarage, Blissestraße 5
- 2021 – Neubau eines Wohnhochhauses, Königstadt-Quartier [26]
- 2021 – Neubau des Geschäftsgebäudeensembles Rosenthaler Straße 43–45 mit dem Apple Store Rosenthaler Straße.[27]
- 2021 – Neubau des Wohnquartiers EMBASSY – Wohnen am Köllnischen Park[28]
- 2021 – Neubau eines multifunktionalen Bürocampus mit Tiefgarage, Cuvry Campus / Neuer Spreespeicher, Planung TCHOBAN VOSS Architekten, Entwurf Reinhard Müller[29]
- 2021 – Neubau von Wohngebäuden in der Bachstraße[30]
- 2022 – 3 Höfe, Büro- und Wohnungsneubau mit Tiefgarage
- 2022 – Schoenegarten Kurfürstenstraße, Neubau von 14 Geschosswohnungsbauten mit Einzelhandelszone[31]
- 2022 – TechnoCampus Berlin, Neubau von zwei Bürogebäuden, einer Tiefgarage und eines Parkhauses sowie Stellplätzen[32]
- 2022 – Leo & Alex, Neubau von zwei Bürogebäuden in Berlin-Lichtenberg
- 2022 – Stralauer Platz 29–31, Neubau eines Hotel- und Bürogebäudes mit Tiefgarage[33]
- 2022 – Ernst-Reuter-Platz 6, Sanierung und Teilneubau eines Bürogebäudes[34]
- 2022 – Neubau von zwei Bürogebäuden in nachhaltiger Holz-Hybrid-Bauweise: Vattenfall Deutschland-Zentrale / EDGE Suedkreuz Berlin[35]
- 2023 – Pears Jüdischer Campus
- 2024 – Büroensemble Square 1 in Berlin-Johannisthal

Andere Städte in Deutschland
- 1997 – Java-Turm, Hamburg
- 2006 – Unternehmenszentrale von C&A, Düsseldorf
- 2008 – Multifunktionaler Komplex in der Kaiserstraße, Karlsruhe
- 2009 – Unternehmenszentrale von e-plus, Düsseldorf
- 2010 – Meininger Hotel, Frankfurt am Main
- 2014 – Wohnanlage Speicherstadt, Potsdam
- 2014 – Hotel am Nordkopf – Innside by Meliã, Wolfsburg
- 2017 – Russisches Kloster St. Georg, Götschendorf
- 2021 – Neubau von vier Stadthäusern mit Gewerbe und Tiefgarage, Brauerstraße 4–7, Potsdam

### International
- 2003 – 1. Preis im Wettbewerb für den Komplex Federation Complex in Moskau-City (gemeinsam mit Professor Peter Schweger). Der Turm „Sapad“ (Westen) wurde 2008 fertiggestellt, die Fertigstellung des Turms „Wostok“ erfolgte 2017.
- 2015 – Dukley Gardens, Montenegro[36]
- 2017 – Hyatt Regency Petrowski-Park Hotel, Moskau
- 2017 – Neva-Towers, Moskau
- 2017 – Federation Complex (Federazija), Moskau

### Auszeichnungen
- 1998 – Deutscher Städtebaupreis – Walter Hesselbach-Preis – Besondere Anerkennung für die Wohnanlage „Trabrennbahn Farmsen“, Hamburg
- 2000 – Preis der Fachkritik für Kuratierung, Gestaltung und Organisation des Beitrags „Raum für Kunst“ zur 5. Ausstellung für Architektur und Umweltdesign, Arch Moskva
- 2002 – Anerkennung des Deutschen Innenarchitekturpreis des Bundes Deutscher Innenarchitekten BDIA für das Gebäude des Kino Cubix, Berlin, mit Büro Schwitzke und Partner Düsseldorf
- 2002 – Auszeichnung im Rahmen der Jahresausstellung „da!“ der Architektenkammer Berlin für das Gebäude des Kinos Cubix, Berlin
- 2003 – Deutscher Innenarchitekturpreis – Anerkennung für das Kino Cubix, Berlin, mit den Büro Schwitzke und Partner, Düsseldorf
- 2003 – Preis der Fachkritik für Co-Kuratierung, Gestaltung und Organisation des Beitrags „Idee, Prozess, Raum“ der Berliner Architektur Union B.A.U. und der Galerie Aedes Berlin zur 8. Ausstellung für Architektur und Umweltdesign Arch Moskva gemeinsam mit den Büros Kuehn Bauer Partner, AssmannSalomon, Kiefer, Leonhardt, Andrä und Partner und Meuser Architekten BDA
- 2003 – Auszeichnung im Rahmen der Jahresausstellung „da!“ der Architektenkammer Berlin für die Modernisierung des Gebäudes Kurfürstendamm 42/Mommsenstraße 71 und für die Erweiterung der Büroräume von nps tchoban voss Berlin
- 2004 – „Grand Prix“ des St. Petersburger Architektenverbandes für den Entwurf des Wohnkomplex Haus am Meer, St. Petersburg, gemeinsam mit dem Büro Evgeny Gerasimov and partners St. Petersburg
- 2004 – Auszeichnung im Rahmen der Jahresausstellung „da!“ der Architektenkammer Berlin für das Gebäude des Kronprinzenkarree, Berlin
- 2005 – Lobende Erwähnung, Deutscher Naturstein-Preis 2005 für das Gebäude des Radisson SAS Hotels im City-Quartier DomAquarée, Berlin
- 2006 – Auszeichnung im Rahmen der Jahresausstellung „da!“ der Architektenkammer Berlin für die Vorplatzgestaltung SXF Flughafen Schönefeld und für das Geschäftshaus Unter den Linden 32–34, Berlin
- 2007 – Auszeichnung im Rahmen der Jahresausstellung „da!“ der Architektenkammer Berlin für das Chabad Lubawitsch Familienzentrum mit Synagoge und für die Instandsetzung des Berolinahauses, Berlin
- 2008 – Goldenes Diplom in der Kategorie „Bauten“ im Rahmen des 16. Internationalen Festivals „Zodchestvo“ für den Wohnkomplex „Haus am Meer“, Sankt Petersburg
- 2008 – „Commercial Real Estate Saint Petersburg Award 2008, Best Office Building Class A“ für das Bürogebäude Langenzipen, St. Petersburg
- 2008 – „Silbernes Diplom“ im Rahmen der Jahresausstellung „Architekton“ des Architektenverbands Russlands, Bezirk St. Petersburg
- 2008 – Auszeichnung im Rahmen der Jahresausstellung „da!“ der Architektenkammer Berlin für die Modernisierung des Titania Palast
- 2009 – ArchiP für das öffentliche Gebäude in der Kategorie „Tradition“ für das Interieur des Jüdischen Kulturzentrums und der Synagoge Chabad Lubawitsch, Berlin
- 2009 – Best Building Awards. Preis der Öffentlichkeit für das Haus Benios, Sankt Petersburg
- 2009 – FIABCI Prix d'Excellence Awards in der Kategorie „Bürogebäude“ für den Komplex „Federazija“, Moskau
- 2010 – The International Architecture Award 2010 für das Jüdische Kulturzentrum und Synagoge Chabad Lubawitsch, Berlin
- 2011 – Sergei Tchoban wird vom Russischen Architektenverband mit der Wassili-Baschenow-Medaille „Für herausragende Baukunst“ ausgezeichnet
- 2011 – Haus des Jahres 2011. Preis der Öffentlichkeit für das Bürohaus am Leninski Prospekt, Moskau
- 2011 – Goldenes Diplom des Ersten russischen Wettbewerbs „Glass in Architecture“ für den multifunktionalen Komplex mit der Zentrale der Bank Sankt Petersburg, Sankt Petersburg
- 2011 – Immobilien-Award-Berlin 2011 für das nhow Musik- und Lifestylehotel, Berlin
- 2011 – The International Architecture Award 2011 für den Hamburger Hof, Berlin
- 2011 – Auszeichnung im Rahmen der Jahresausstellung „da!“ der Architektenkammer Berlin für die Gebäude des Hamburger Hof
- 2012 – Sergei Tchoban wurde gemeinsam mit Sergey Kuznetsov im Rahmen der Internationalen Architekturausstellung „Arch Moscow“ als Architekt des Jahres ausgezeichnet.
- 2012 – Grand Prix im Rahmen der Best Office Awards 2012 für das Interior Design des Büros der VTB Group im Komplex „Federazija“, Moskau
- 2012 – „Fünf Sterne, Best Office Architecture“ für das Bürogebäude am Leninski Prospekt, Moskau und „Lobende Erwähnung, Architecture Multiple Residence“ für die Wohnanlage Granatny 6, Moskau im Rahmen der Verleihung der International Property Awards 2012
- 2012 – „Lobende Erwähnung“ im Rahmen der XIII. Architekturbiennale Venedig 2012 für die Ausstellung „i-city / i-land“
- 2012 – „Commercial Real Estate Saint Petersburg Award 2012, Best Business Center, Class A“ für den Gebäude-Komplex Bank Sankt Petersburg gemeinsam mit dem Büro Evgeny Gerasimov and partners St. Petersburg
- 2013 – Iconic Awards 2013 und Interior Design’s Best of the Year Awards 2013 für die Ausstellung „i-city / i-land“
- 2013 – „Lobende Erwähnung“ im Rahmen der Architectural Review Future Projects Awards 2013 sowie „Best of Best“-Auszeichnung der „Iconic Awards 2013“ des Deutschen Rat für Gestaltung für das Gebäude Museum für Architekturzeichnung, Berlin
- 2013 – Gewinner des AR Emerging Architecture Awards für das Museum für Architekturzeichnung
- 2013 – Interior Design's Best of Year Awards 2013 für das Projekt „i-city/i-land“, mit SPEECH
- 2013 – „Highly Commended“, WAF Award 2013 Singapur für das Museum für Architekturzeichnung
- 2014 – „Joint Winner“ der AR+D Emerging Architecture Awards 2013, London, „Lobende Erwähnung“ im Rahmen des World Architecture Festival in Singapur, „The International Architecture Award 2014“ des Chicago Athenaeum Museum for Architecture and Design, Engere Wahl für den DAM Preis für Architektur in/aus Deutschland, „Lobende Erwähnung“ im Rahmen des AIT Award 2014 sowie „Besondere Erwähnung“ in der Kategorie Museen des Architizer A+ Awards 2014 für das Museum für Architekturzeichnung, Berlin, „German Design Award“ in der Kategorie Kommunikation und Design des Deutschen Rat für Formgebung für das Museum für Architekturzeichnung, Berlin
- 2014 – Sergei Tchoban wurde mit dem Jurypreis der 40. KRob Architectural Delineation Competition sowie mit dem „Jed Morse Juror Rendering Award“ im Rahmen der Architecture in Perspective 29 der American Society of Architectural Illustrators (ASAI) ausgezeichnet
- 2015 – Sergei Tchoban wurde mit dem Award of Excellence in der Kategorie „Vedute“ und dem Informal Category Award in der Kategorie „Architekturfantasie“ im Rahmen der Architecture in Perspective 30 der American Society of Architectural Illustrators (ASAI) ausgezeichnet
- 2015 – „The International Architecture Award 2015“ des Chicago Athenaeum Museum for Architecture and Design für das Innside Hotel Wolfsburg
- 2015 – German Design Award in der Kategorie „Architecture and Urban Space“ im Rahmen des „Excellent Communications Design“ für das Museum für Architekturzeichnung, Deutsche Lichtdesign-Preis 2015 in der Kategorie Museen für das Museum für Architekturzeichnung, Heinze ArchitektenAward, Sieger „Faszination Nichtwohnbau“ für das Museum für Architekturzeichnung, Berlin
- 2015 – Multifunktionaler Komplex „Lotos“ (Moskau) wurde als „Bestes realisiertes Projekt in der Kategorie Büro- und Geschäftscenter“ im Rahmen von „Bestes realisiertes Projekt im Bereich Bau“, Stadt Moskau ausgezeichnet, ebenso als bestes Projekt in der Nominierungskategorie „Büro-Immobilien“ der nationalen Stufe des FIABCI Prix d’Excellence 2015 ausgezeichnet
- 2015 – Das Wohnquartier „Im Wald“ (Moskau) wurde als Bestes Projekt in der Kategorie „Wohn-Immobilien. Hochbau“ der nationalen Stufe des FIABCI Prix d’Excellence 2015 ausgezeichnet
- 2015 – Multifunktionaler Komplex „Lotos“ (Moskau) erhielt eine Silbermedaille in der Kategorie „Bauten“ des Internationalen Architekturfestivals „Zodchestvo“
- 2015 – Wohnquartier „Fünf Sterne“ (Sankt-Petersburg) wurde Sieger in der Kategorie „Bestes entstehendes Business-Class Wohnkomplex in Sankt-Petersburg“ des Urban Awards 2015
- 2016 – Sergei Tchoban wurde Finalist der 42. KRob Architectural International Competition of Architectural Drawing
- 2017 – „Lobende Erwähnung“ im Rahmen des World Architectural Festival´s (WAF) Inaugural Architecture Drawing Prize für die Zeichnung "Dead-End 1 (from the series "Totalitarianism and Architecture")
- 2017 – Sergei Tchoban wurde Finalist der 43. KRob Architectural International Competition of Architectural Drawing
- 2018 – Sergei Tchoban wurde mit dem Best Informal Drawing award und Observational Best in Show Award im Rahmen der American Society of Architectural Illustrators (ASAI) ausgezeichnet.
- 2018 – Sergei Tchoban gewinnt die Goldmedaille im Rahmen der Ausstellung Athens Architecture Club und European Centre for Architecture Art Design in Athen, Griechenland
- 2018 – Sergei Tchoban ist Träger des European Prize for Architecture,[37] der vom European Centre for Architecture Art Design and Urban Studies in Athen Griechenland vergeben wird
- 2018 – DAM Preis für Architektur 2018, Deutsches Architekturmuseum (DAM), Nominierung, Projekt: The White, Berlin, Deutschland
- 2018 – FIABCI Prix d’Excellence 2018, Internationaler Verband der Immobilienberufe FIABCI, Silber, Projekt: WineHouse, Moskau, Russland
- 2019 – Global Architecture & Design Awards 2019, Rethinking the Future, 1. Preis, Kategorie Sports & Recreation (Built), Projekt: Stadtbad Nauen, Nauen, Deutschland und 3. Preis, Kategorie Commercial (Built), Projekt: Boxhagener Straße, Berlin, Deutschland
- 2019 – International Property Awards 2019, International Property Media Ltd., World’s Best Property 2019, Kategorie World’s Best, Projekt: Federation Komplex, Moskau, Russland sowie Auszeichnung, Kategorie Best International Residential High-rise Development, Projekt: Federation Komplex, Moskau, Russland
- 2019 – The International Architecture Award 2019, The Chicago Athenaeum: Museum for Architecture and Design / The European Centre for Architecture and Design, Projekt: Federation Tower, Moskau, Russland
- 2020 – Architizer A+Awards 2020, Architizer LCC, Special Mention, Kategorie Architecture+Concrete, Projekt: Greifswalder Straße / Heinrich-Roller-Straße, Berlin, Deutschland
- 2020 – DAM Preis für Architektur 2020, Deutsches Architekturmuseum (DAM), Nominierung, Projekt: Boxhagener Straße, Berlin, Deutschland
- 2020 – Premio Internazionale Giacomo Quarenghi 2020 des Osservatorio Quarenghi für die Tchoban Foundation
- 2020 – THE PLAN Award 2020, THE PLAN, Finalist, Kategorie Office & Business, Projekt: Greifswalder Straße / Heinrich-Roller-Straße, Berlin, Deutschland und Shortlist, Kategorie Mixed Use, Projekt: Newski Rathaus, Sankt Petersburg, Russland
- 2021 – Architizer A+Awards 2021, Architizer LCC, Special Mention, Kategorie PLUS – DETAILS, Architecture + Brick, Projekt: Seestraße 66–67, Berlin, Deutschland
- 2021 – FIABCI Prix d’Excellence Germany 2022, BFW Bundesverband Freier Immobilien- und Wohnungsunternehmen e. V. und FIABCI Deutsche Delegation e. V., Gold, Kategorie Gewerbe, Projekt: EDGE Suedkreuz Berlin, Berlin, Deutschland

### Ausstellungen
Sergei Tchoban ist Kurator und Teilnehmer zahlreicher Kunst- und Architekturausstellungen.
- 1996 – „Java Turm“, Galerie Aedes, Berlin
- 1999 – „Fünf gezeichnete Welten“, Galerie Aedes, Berlin
- 2001 – „Planschrank Moskau“, ifa-Galerie, Berlin; außerdem gezeigt in Bonn und Stuttgart
- 2003 – „Archäologie Moskaus von Sergei Tchoban“, Staatliches Schtschussew-Museum für Architektur, Moskau
- 2005 – „Sergei Tchoban. Berlin-Moskau. Neue Projekte“, Galerie Aedes, Berlin
- 2005 – „Peter Schweger. Sergei Tchoban. Federation Tower“, Staatliches Schtschussew-Museum für Architektur, Moskau
- 2007 – „Peter Schweger. Sergei Tchoban. Architektur für die Stadt“, Museum der Akademie der Künste, Sankt Petersburg
- 2007 – „Petersburger Hängung“, Architektur Galerie Berlin
- 2008 – Teilnahme an der Ausstellung „ArChess“ im Russischen Pavillon der 11. Architekturbiennale in Venedig
- 2008 – „sergei tchoban – zeichnen, planen, bauen“, Deutsche Werkstätten Hellerau, Dresden
- 2009 – „Aqua“, Galleria Antonia Jannone, Mailand
- 2009 – „Wiederentdeckung Sretenkas“, Galerie Aedes Land, Berlin
- 2009 – „Europa Kai“, Galerie Aedes, Berlin
- 2009 – „Emergency Reserve. Industrial Architecture of the Past – a Resource for the Future“ im Rahmen des 17. Internationalen Festivals „Zodchestvo 2009“, Zentrale Ausstellungshalle Manege, Moskau
- 2010 – „Factory Russia“, Projekt zur Revitalisierung der alten Industriestadt Wyschni Wolotschok im Rahmen der 12. Architekturbiennale in Venedig (Kuratierung gemeinsam mit Pavel Khoroshilov und Grigory Revzin)
- 2010 – „Architekturwelten“, DAM Deutsches Architekturmuseum, Frankfurt am Main
- 2010 – „The Golden Age of Architectural Graphic Art“, Staatliches Puschkin-Museum für Bildende Künste, Moskau
- 2011 – „À la source de l’Antique. La collection de Sergei Tchoban“, École nationale supérieure des beaux-arts de Paris
- 2012 – „Architectural Library“, Staatliche Ermitage, Sankt Petersburg
- 2012 – „Interni“, Mailand – Installation „The Architect’s Eye“ (gemeinsam mit Sergey Kuznetsov)
- 2012 – „i-city/i-land“, eine Ausstellung im Russischen Pavillon im Rahmen der 13. Architekturbiennale in Venedig (Kuratierung gemeinsam mit Grigory Revzin, Co-Kuratoren: Sergey Kuznetsov und Valeria Kashirina)
- 2013 – „АРХ Москва“, 17. Internationale Architektur- und Designausstellung, Moskau – „Architekt des Jahres“ (gemeinsam mit Sergey Kuznetsov)
- 2013 – „Interni“, Mailand – Installation „Golden River“ (gemeinsam mit Sergey Kuznetsov und Marco Bravura)
- 2013 – „Northern Vision“, Sir John Soane’s Museum, London
- 2014 – „Interni“, Mailand – Installation „U_cloud“ (gemeinsam mit Sergey Kuznetsov und Agniya Sterligova)
- 2014 – „Only Italy!“, Staatliche Tretjakow-Galerie, Moskau
- 2014 – „Forging Big Architecture. Soviet Competitions of the 1920-50s“, Staatliches Schtschussew-Museum für Architektur, Moskau (Kuratierung)
- 2015 – „Loosing Face. Jan Vanriet“, Jüdisches Museum und Zentrum für Toleranz, Moskau (Ausstellungsdesign gemeinsam mit Agniya Sterligova)
- 2015 – Russischer Pavillon EXPO 2015 in Mailand
- 2015 – „INTERNI“, Mailand – Installation „Living Line“ (gemeinsam mit Sergey Kuznetsov und Agniya Sterligova)
- 2015 – „Museum für Ländliche Arbeit“, gemeinsam mit Agniya Sterligova, Internationales Landschafts-Architektur-Festival „Archstoyanie“, Dorf Zvizzhi, Kaluga-Gebiet, Russland
- 2015 – „Treasure, Legacy: A Museum for Architectural Drawing“, Ausstellung in der Milstein Hall der Cornell University, New York
- 2015 – „Glazing the Future“, Ausstellung der Architekturzeichnungen und -phantasien im Square Brussels, Brüssel
- 2016 – „National Tourist Roads in Norway“, Ausstellung, ARCH MOSCOW, Russland[38]
- 2016 – „INTERNI“, Mailand – Installation „Towers“ (gemeinsam mit Sergey Kuznetsov und Agniya Sterligova)[39]
- 2016 – „SPEECH Projekt“, Ausstellung im Multimedia Art Museum[40]
- 2016 – „Roma Aeterna“, Ausstellung in der Tretjakow-Galerie, Russland[41]
- 2016 – „Kandinsky. Counterpoint“ (gemeinsam mit Agniya Sterligova) in der Tretjakow-Galerie, Russland[42]
- 2017 – „Giorgio de Chirico. Metaphysical Insights“ (gemeinsam mit Agniya Sterligova) in der Tretjakow-Galerie, Russland[43]
- 2017 – „Interni“, Mailand – Installation „City DNA“ (gemeinsam mit Sergei Kusnezow und Agnija Sterligowa)[44]
- 2017 – Kurator und Vorsitzender der Jury bei der ersten Architekturbiennale für Jugendliche in Kasan, Russland[45]
- 2017 – „New Jerusalem“, Ausstellungsdesign (gemeinsam mit Agniya Sterligova) im Museum Exhibition Complex, Russland[46]
- 2017 – „Sergei Tchoban: Architectural Drawings“, Ausstellung im A+D Museum Los Angeles[47]
- 2018 – „Sergei Tchoban: Contrasting Harmony of the City“, Ausstellung im Architekturmuseum Breslau[48]
- 2018 – „Sergei Tchoban: Dreams of Frozen Music“, Ausstellung im Tokyo Art Museum, Tokio[49]
- 2018 – „Sergei Tchoban: Capricci Russi“, Ausstellung an der La Biennale del Disegno di Rimini[50]
- 2018 – „Living in Nature“ Installation, „АРХ Москва“, Moskau[51]
- 2018 – „Sergei Tchoban and Ioann Zelenin – Imprint of the Future“, Ausstellung im Rahmen der ST PETERSBURG 2103 EXHIBITION[52]
- 2018 – „Sergei Tchoban: Den-City – Urban Landscape“, Ausstellung in der Galeria Antonia Jannone Disegni di Architettura, Mailand[53]
- 2018 – „Sergei Tchoban: Drawing Buildings/Building Drawings“, Ausstellung in der Gallery of the Shanghai Study Center, Shanghai[54]
- 2018 – „Sergei Tchoban: Visions/Projects“, Ausstellung in der Raumgalerie, Stuttgart[55]
- 2018 – „Pilgrimage of Russian Art. From Dionysius to Malevich“ Ausstellungsdesign (gemeinsam mit Agniya Sterligova), Vatikanische Museen, Rom[56]
- 2019 – Draw Art Fair, London[57]
- 2019 – „Edvard Munch“ (gemeinsam mit Agniya Sterligova) in der Tretjakow-Galerie, Russland https://www.tretyakovgallery.ru/en/exhibitions/edvard-munk/
- 2019 – 14th CURITIBA INTERNATIONAL BIENNIAL OF CONTEMPORARY ART, Brasilien
- 2019 – „Bewegung als Traum“ (Gruppenausstellung) im Mies van der Rohe Haus, Berlin
- 2020 – „Cities in Motion“ (Gruppenausstellung Zeichnungen), Kuratorin: Ekaterina Shalina, Ausstellungshalle Sarjadje-Park, Moskau, Russland
- 2020 – BRICS Brasil 2019 Ausstellung (Gruppenausstellung), 11. BRICS Summit, Kurator: Luiz Ernesto Meyer Pereira, Außenministerium Brasilien, Itamaraty Palace, Brasilia, Brasilien
- 2020 – „Une ville dessineé“  (Einzelausstellung Architektur), Kuratorin: Valeria Kashirina, Co-Kuratorin: Esenija Bannan, La Galerie d’ Architecture, Paris, Frankreich
- 2020 – „Imprint of the Future. Destiny of Piranesi´s City. Exhibition and research by Sergei Tchoban“  (Einzelausstellung von Zeichnungen), Konzept: Sergei Tchoban, Kuratorinnen: Valeria Kashirina, Anna Martovitskaya, Ausstellungsdesign: Valeria Kashirina, Paolo Martellotti, Instituto Centrale per la Grafica, Rom, Italien
- 2020 – „Portal“  (Gruppenausstellung), Kuratorin: Anna Nezhnaya, Schau Fenster – Raum für Kunst, Berlin, Deutschland
- 2021 – „PORTAL #2 – Naples / Berlin“  (Gruppenausstellung), Kuratorinnen: Fabia Mendoza, Anna Nezhnaya, Luigi Solito Galleria Contemporanea – ehemaliger Lanificio Komplex, Neapel, Italien
- 2021 – „TCHOBAN VOSS Architekten Re-Use“ (Einzelausstellung), Kuratorin: Valeria Kashirina, Aedes Architekturforum, Berlin, Deutschland
- 2021 – „Sergei Tchoban. Urban Visions between past and future.“ (Einzelausstellung), Museo della Grafica di Pisa / Palazzo Lanfranchi, Pisa, Italien
- 2021 – „Sergei Tchoban. Searching for architecture.“ (Einzelausstellung), Kuratorin: Anna Martovitskaya, Ausstellungsdesign: Alexandra Sheyner, Grafikdesign: Denis Dmitrienko, Pyotr Fomenko Workshop Theater, Moskau, Russland
- 2021 – „Russia Pavilion“, EXPO 2020 DUBAI, Dubai, Vereinigten Arabischen Emirate (VAE)